# Мурашині кола
Мурашині кола (англ. Ant mill, також спіраль смерті, карусель смерті, англ. Death mill) — явище поведінки мурах, яке полягає в тому, що одна мураха або невелика група мурах, на перший погляд абсолютно безпричинно, починає бігати по замкнутому колу, поступово залучаючи у свій нескінченний цикл все більше і більше інших мурах. Мурахи продовжують свій біг до тих пір, поки не падають намертво, і мурашине коло продовжує своє обертання до повного виснаження, залишаючи за собою полчища загиблих.
Видатний американський мірмеколог Вільям Мортон Уілер в 1910 році описав випадок за яким він спостеріг в лабораторних умовах — спонтанне виникнення мурашиного кола, яке діяло протягом 46 годин. У 1921 році американський мандрівник Вільям Біб у своїй книзі «Край джунглів» (англ. Edge of the Jungle) описав побачене ним у Гаяні коло мурах-ецитонів, діаметром близько 365 метрів, в якому кожна з комах здійснювала повний цикл за 2,5 години. Це мурашине коло існувало 2 дні, засіваючи ґрунт під собою мертвими тілами, поки невелика група мурах робітників, знову ж таки — без видимої причини, не відокремилась від загального руху і не відвела за собою вцілілих.
Перше докладне дослідження мурашиних кіл провів американський зоопсихолог Теодор Шнейрла в 1944 році. Він же зазначив, що аналогічне явище було описано ще в 1896 році Жаном Фабром, який спостерігав подібний круговий рух у гусениць похідного шовкопряда.

## Причина явища
Явище пояснюється феромонним слідом, яким мурахи деяких видів позначають поверхню ґрунту під час походів за їжею. Феромони вказують іншим мурахам на оптимальний шлях до місця знаходження їжі та перенесення її в мурашник. За допомогою парних вусиків, розташованих близько до землі, мурахи сприймають напрямок і інтенсивність запаху, і рухаються строго вздовж феромонного сліду. В один з моментів у мурашиному алгоритмі руху відбувається збій. Його можливою причиною є те, що рейд за їжею в окремих випадках здійснюється надто довго, і до повернення мурашки додому запах феромонного сліду встигає розсіятися, в результаті чого на половині шляху мураха збивається з курсу, кілька разів повертає в сторону і тут же знову натикається на власний слід. Щойно виділені феромони пахнуть сильніше за старі, і мураха повторює рух по щойно виробленій траєкторії, вказуючи її іншим мурахам як шлях до їжі чи в мурашник. Наступні мурахи потрапляють в ту саму пастку і можуть вибратися з кола хіба що випадково.
Відомо, що невеликі «завихрення» зустрічаються на місцевості практично будь-якого типу і найчастіше там, де дві мурашині стежки проходять близько одна від одної або перетинаються. Натомість мурашине коло утворюється тільки на великому відкритому майданчику без особливо великих нерівностей.